# Carlisle Castle
Carlisle Castle is een kasteel in Carlisle in Noordwest-Engeland, in het graafschap Cumbria. Het werd in de 12de eeuw uitgebouwd op de locatie van een ouder houten kasteel door Hendrik I van Engeland en David I van Schotland, die wellicht in het kasteel is gestorven. In de late 15de eeuw was de kasteelheer (Warden of the Marches) van Carlisle Castle de latere Koning Richard III. Maria I van Schotland werd hier in 1576 enkele weken opgesloten in een toren, die niet meer bestaat. Het kasteel wisselde meermaals tussen Engelse en Schotse eigenaars. Dit was een gevolg van de ligging van Carlisle als grensstad tussen Engeland en Schotland. Ook ten tijde van de opstand van de Jacobieten in 1745 werd het kasteel van Carlisle door de Schotse Hooglanders veroverd. Vanwege zijn strategisch belang is Carlisle Castle nooit in verval geraakt; het is steeds een militair bolwerk gebleven, en er zijn nog steeds regimenten op het kasteeldomein gelegerd. Sinds de jaren 1820 is Carlisle Castle een kazerne. Vanaf de late 19de eeuw tot 1959 had het Border Regiment zijn hoofdkwartier in Carlisle Castle. Het kasteel wordt beheerd door English Heritage, met uitzondering van het King’s Own Border Museum en de nog in gebruik zijnde kazerneblokken, die de verantwoordelijkheid van het Duke of Lancaster’s Regiment zijn.

## Bouwwerken op het domein

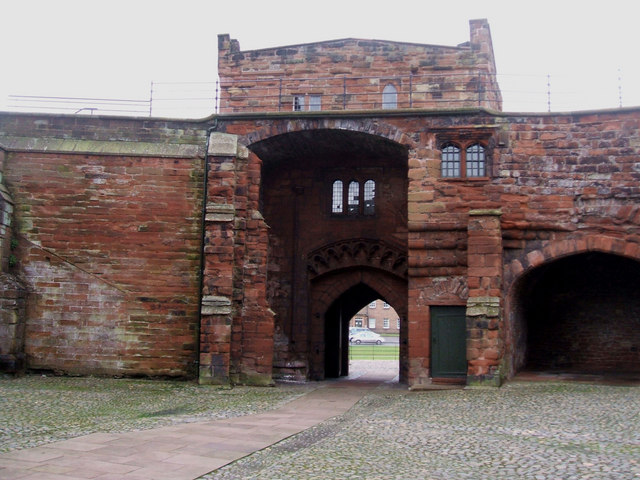
Kapiteinstoren vanaf de binnenplaats

Het kasteel ligt op een heuvel ten noorden van het stadscentrum en de kathedraal van Carlisle, in een kasteeldomein dat volledig ommuurd is. Het historische gedeelte van het domein bevindt zich in het oosten. Langs de westelijke muur van het terrein staan zeven militaire kazerneblokken die nog steeds in gebruik zijn en dus niet toegankelijk voor het publiek. Centraal tussen deze gebouwen bevindt zich het oefenveld voor parades. Men betreedt het domein door het poorthuis in het zuiden met het bezoekerscentrum van English Heritage. Ter rechterzijde bevindt zich de Kapiteinstoren; hierin resideerde de verantwoordelijke officier voor het beheer van het kasteel. Vanaf het paradeveld bekeken is de ingang van de Kapiteinstoren, met zijn eigen poorthuis, omgeven door een ondergrondse batterij in de vorm van een halve maan, die in 1541 door de Moravische bouwmeester Stephan von Haschenperg werd aangelegd als verdediging tegen Schotse aanvallen. In vroeger tijden lag de grond op een lager niveau dan heden en was de batterij door een gracht omgeven. De Kapiteinstoren werd in de loop der eeuwen wellicht verbouwd; de oudste gedeelten kunnen uit de 12de eeuw dateren en bestaan uit grijze stenen, terwijl latere toevoegingen uit de rode zandsteen bestaan die het kasteel zijn typerende kleur verleent. Het poorthuis van de Kapiteinstoren vertoont nog sporen van een valhek. De Kapiteinstoren telt twee verdiepingen en heeft een externe trap die naar de muur om het terrein leidt. Men kan zodoende van hieruit op de muur om het oostelijke domein wandelen. Op de muur staan nog kanonnen opgesteld. Op deze muur bevond zich ten tijde van Karel II de residentie van de gouverneur van Carlisle, Sir Philip Musgrave; hij is hier waarschijnlijk in 1678 overleden. De residentie zelf is afgebroken.

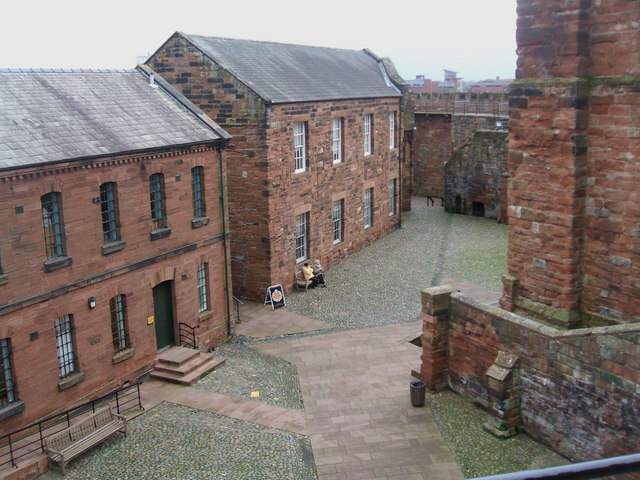
Binnenkoer; rechts de donjon, achteraan de verdwenen Queen Mary’s Tower

In het oostelijke gedeelte van het domein ligt een binnenplaats die wordt gevormd door de Kapiteinstoren, de donjon, het regimentsmuseum, het arsenaalgebouw en het buskruitmagazijn. In het uiterste westen, waar nu een lacune in de binnenplaats is, stond de zogenaamde Queen Mary’s Tower. Deze toren werd in 1308 gebouwd en had twee verdiepingen. Toen Maria van Schotland hier werd opgesloten, had ze een raam dat uitkeek naar Schotland. Dit zou het meest luxueuze deel van het gehele kasteel zijn geweest, maar werd eeuwenlang verwaarloosd. Toen er een kazerne voor 38 soldaten in werd gevestigd, werd de constructie labiel; de toren moest in 1835 om veiligheidsredenen afgebroken worden. We weten enigszins hoe de toren eruitzag dankzij een tekening van William Turner uit 1797.

### Donjon
De donjon, als centraal onderdeel van het kasteel, meet thans 21 meter, maar was oorspronkelijk nog hoger. Er zijn drie verdiepingen en een dak, dat in de 16de eeuw werd aangelegd voor kanonnen; hiervoor werd de bovenste verdieping verwijderd en de toren dus verlaagd. De toegang tot de donjon bezat eveneens een valhek, en er zijn aanwijzingen dat zich vóór de ingang een soort voorgeborchte bevond, dat in de vroegste stadia van de bouwwerkzaamheden voor extra beveiliging moest zorgen. Dit bouwwerk werd mogelijkerwijze in de 12de eeuw onder David I van Schotland gebouwd, toen Carlisle in Schotse handen was. Door de drie verdiepingen loopt een scheidingswand die de hoofdkamers in tweeën deelt; dit is een toevoeging uit latere eeuwen die noodzakelijk was om het gewicht van het zware geschut op het dak te torsen.
Op de eerste verdieping van de donjon bevond zich de ontvangstzaal waarin de koning zetelde. Aan één uiteinde was een latrine en aan het andere een mezekouw die toegang tot een waterput onderaan bood. De tweede verdieping was oorspronkelijk de bovenverdieping, vooraleer het plafond verlaagd werd en de derde verdieping werd gebouwd. Hier bevond zich in de ene helft van de etage een tweede latrine en een keuken, en in de andere helft was een kapel ingebouwd, met daarnaast een gevangeniscel. De kapel is vermoedelijk het vertrek waarin Koning David in 1153 gestorven is.

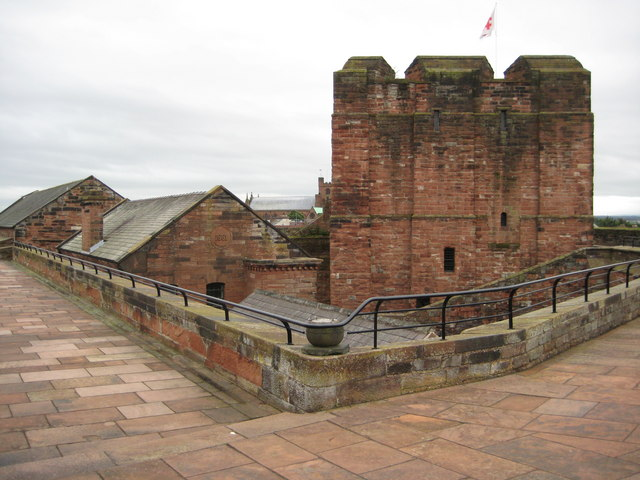
De donjon vanaf de versterkte muur

In de tussenruimte tussen de kapel en de gevangenis bevindt zich de merkwaardigste plek van het kasteel. Deze ruimte was met een deur afgesloten, en wellicht vatte hier de cipier post, die op diverse gevangenen moest letten. De muren van dit vertrek zijn vol gekrast met artistieke inkepingen en schetsen: het betreft een grote verscheidenheid aan allegorische of moeilijk te interpreteren taferelen, die op kennelijk willekeurige wijze in de stenen van de wanden zijn ingekerfd. De maker van deze kunstwerkjes is onbekend. Er komen afbeeldingen van Christus, Sint-Joris en Sint-Catharina voor, benevens afbeeldingen van dieren. Een van de tekeningen toont een vos die tot kippen preekt — een uitbeelding van het spreekwoord: „Als de vos de passie preekt, boer, let op uw kippen.” De betekenis van een zeemeermin is onduidelijk. De dolfijn was het embleem van de machtige familie Greystoke; het everzwijn dat van Richard, hertog van Gloucestershire, de latere Richard III. Te oordelen naar de pluimen op de helm van een afgebeelde ridder, die eveneens in die periode in de mode waren, stammen de werken dus van omstreeks het jaar 1480. Wat de bedoeling van deze taferelen was, is een raadsel, en het valt niet uit te sluiten dat degene die ze maakte zich gewoon verveelde. Er zijn geen opschriften bewaard; derhalve is het niet onwaarschijnlijk dat de kunstenaar analfabeet was.
Op de derde verdieping van de donjon zijn twee eenvoudige kamers uit de 16de eeuw, die als buskruitopslag dienstdeden. Dit was echter een slecht idee, want in 1547 deed zich hier een ontploffing voor die een grote barst in de wand van de toren maakte. Op deze verdieping bevindt zich thans een tentoonstelling over de Jacobitische opstand. Toen de rebellie was neergeslagen, werden vele Jacobieten in de kerker van de donjon opgesloten, die evenwel in vredestijd vooral als opslagplaats voor biervaten diende. De hertog van Cumberland, bijgenaamd ‘de slachter’, stelde hen in het openbaar terecht op de galgenheuvel door ophangen van de rebellen en uitsnijden van hun ingewanden. Dit choqueerde de inwoners van Carlisle dermate dat velen weigerden, ooit nog het kasteel te betreden, waar de troepen van Cumberland gevestigd waren. Volgens de informatieborden werd in Carlisle een bekend versje bedacht door een ter dood veroordeelde Jacobiet die van zijn geliefde afscheid nam:
Ye’ll take the high road and I’ll take the low road,
And I’ll be in Scotland afore ye.
Een tweede tentoonstelling omtrent Carlisle en het kasteel, vooral gericht tot kinderen, is in het gebouw aan de overkant van de binnenplaats, dat vroeger het arsenaalmagazijn was.

## Prominente personen in Carlisle Castle
- Hendrik I bezocht Carlisle in 1122 en beval de versteviging van het houten kasteel dat zich wellicht op dezelfde plaats als het huidige kasteel bevond. In deze periode werd met de donjon een aanvang genomen.
- David I veroverde Carlisle voor Schotland en nam zijn intrek in het kasteel, waar hij ook overleed. Zijn zoon Malcolm IV van Schotland werd echter snel door Hendrik II van Engeland verdreven. Laatstgenoemde bezocht Carlisle in 1186, breidde Carlisle Castle verder uit en liet het omgevende poorthuis en de koninklijke vertrekken met een kapel bouwen.
- Koning Jan van Engeland verbleef viermaal in het kasteel en gebruikte het als een uitvalsbasis voor zijn schrikbewind in Noord-Engeland. De bevolking kwam in opstand en sloot een pact met Alexander II van Schotland, aan wie ze de stad in 1216 vrijwillig afstond. Koning Jan weigerde balsturig het kasteel op te geven, dat door de Schotten belegerd werd en na een langdurige zware beschieting uiteindelijk gevallen is. Jan stierf nog datzelfde jaar, en met het Verdrag van York in 1237 lieten de Schotten hun aanspraken varen. Er volgde een periode van relatieve vrede, gedurende dewelke weinig onderhoud aan het kasteel werd uitgevoerd.
- Koningin Margaretha verbleef in Carlisle Castle toen haar echtgenoot Eduard I omstreeks 1300 Schotland poogde te veroveren. De koning bezocht Carlisle meermaals en liet de toren bouwen die later Queen Mary’s Tower genoemd zou worden. Voor de koningin werd een speciaal bad in het kasteel geïnstalleerd.
- Koning Robert the Bruce belegerde Carlisle Castle in 1315. Dat was evenwel een jaar van overvloedige regenval: de Schotse katapulten liepen vast in de modder en de grachten omheen het kasteel overstroomden dusdanig dat de Schotten zich, na 11 dagen ploeteren, noodgedwongen terugtrokken.

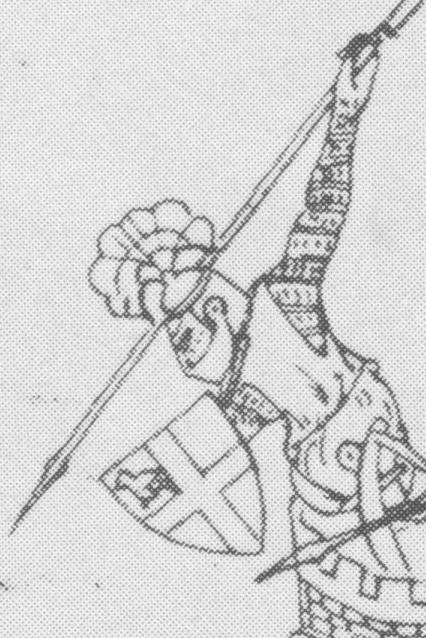
Sir Andrew Harclay

- Sir Andrew Harclay, earl van Carlisle, werd in 1323 wegens hoogverraad terechtgesteld. Hij had onder Eduard II zijn sporen verdiend door tegen de vijandelijke baronnen in Yorkshire te vechten. In januari 1323 sloot hij echter op eigen houtje een verdrag met Robert the Bruce af, waarin de onafhankelijkheid van Schotland werd erkend. Op 25 februari werd hij in het kasteel aangehouden. Hij werd gevierendeeld en zijn hoofd werd in de donjon geplaatst. Op een tekening van de belegering van Carlisle Castle in 1315 is hij herkenbaar aan zijn blazoen.
- De families Percy, Neville en Dacre vervulden afwisselend de functie van Warden of the Marches. Richard III was de bekendste Warden, maar Thomas Dacre, 2de baron Dacre voerde 40 jaar lang het bewind over het noordwesten van Engeland. Hij was weggelopen en in het geheim gehuwd met Elizabeth Greystoke, 6de barones Greystoke, wier embleem de dolfijn was. Hij werd zodanig machtig dat zijn zoon William Dacre, 3de baron Dacre door Hendrik VIII op verdenking van verraad gearresteerd werd; dit was tevens de enige van verraad verdachte persoon die Hendrik VIII ooit heeft vrijgelaten.
- William Armstrong, bijgenaamd Kinmont Willie, was een berucht lid van de Border Reivers, een roversbende die eeuwenlang het Engels-Schotse grensgebied teisterde. Een van de bekendste lokale geschiedenissen van Carlisle is hoe de in het kasteeldomein opgesloten Kinmont Willie in de nacht van 13 april 1596 spectaculair wist te ontsnappen. Over dit incident werd een ballade gedicht.
- Maria I van Schotland of Mary, Queen of Scots, die uiteindelijk in 1587 werd terechtgesteld, werd tijdens haar vlucht naar Carlisle in de toren opgesloten die later Queen Mary’s Tower zou gaan heten. Koningin Elizabeth, nicht van Maria's vader James V van Schotland, betaalde voor haar onderhoud. Mary ging aanvankelijk geregeld paardrijden door Carlisle; toen dit haar opzichters ter ore kwam, werd het haar ogenblikkelijk verboden. Tijdens de rest van haar verblijf doodde ze de tijd door naar haar voetballende dienaars te kijken.
- Koning Jacobus, de eerste vorst die zowel over Engeland als Schotland regeerde, verbleef in 1617 in het kasteel.
- Tijdens de Engelse Burgeroorlog was Carlisle aanvankelijk een bastion van de Cavaliers; Noord-Engeland viel echter in de handen van de Roundheads, die de stad belegerden met een voedselblokkade. Na bijna een jaar hongersnood gaf Carlisle zich op 25 juni 1645 over. De Republikeinse troepen van Oliver Cromwell versterkten het kasteel met kanonnen. Tijdens de Restauratie was het weliswaar bewoond, maar werd het grotendeels aan zijn lot overgelaten.
- Bonnie Prince Charlies Jacobitische opstandelingen veroverden Carlisle, inclusief het kasteel. Op 17 november 1745 hield de troonpretendent een triomfantelijke intocht met 100 doedelzakspelers. Na de slag bij Culloden fungeerde het kasteel als gevangenis voor enkele tientallen rebellen.
- In de vroege 19de eeuw heerste grote sociale onrust met ontwikkelingen als het socialisme en het chartisme. Dit was de aanleiding voor de hernieuwde versterking van Carlisle Castle vanaf circa 1820; er werd namelijk gevreesd dat rebellen uit de arbeidersmassa een staatsgreep zouden plegen. In de loop van de 19de eeuw namen het 34th Cumberland Regiment en het 55th Westmoreland Regiment hun intrek in het kasteel, en maakten er een opleidingscentrum voor nieuwe rekruten van. Het leger bracht aanvankelijk veranderingen aan, zoals het slechten van het bovenste deel van de halvemaanbatterij vóór de Kapiteinstoren. In 1911 sloot het leger een overeenkomst met het Office of Works af, de voorloper van English Heritage, zodat geen wijzigingen worden aangebracht die het historische uitzicht van het kasteel aantasten. Veldmaarschalk Montgomery werd op 17 mei 1947 in Carlisle Castle gefêteerd.